# Espejo público
Espejo público es un programa de televisión español presentado por Susanna Griso y producido por Antena 3 Noticias para su emisión en las mañanas de Antena 3. Fue estrenado el 20 de octubre de 1996, inicialmente como programa semanal de reportajes de actualidad, y finalizó como tal el 29 de octubre de 2006 tras 495 programas.
Dos meses después de emitir su último programa de su etapa de espacio semanal de reportajes, Antena 3 decidió renovar el formato manteniendo el nombre y, desde el 11 de diciembre de 2006, se viene emitiendo diariamente como un magacín contenedor matinal, el cual se divide, desde la temporada 2019-2020, en Espejo público, que comprende el bloque de información (de 08:55 a 11:00), y en Más espejo, centrado en la actualidad, sucesos, investigación y entretenimiento (11:00 a 12:00) y crónica social (de 12:00 a 13:30).
Desde sus inicios en la versión diaria, el formato ha modificado diversas veces su horario. Desde diciembre de 2006 a septiembre de 2007 comenzaba a las 09:00 y finalizaba a las 11:30; desde septiembre de 2007 hasta septiembre de 2016, comenzaba a las 09:00 y finalizaba a las 12:30 aproximadamente. En septiembre de 2016, se adelantó la hora de inicio a las 08:30 finalizando igualmente a las 12:30, y desde octubre de 2017 aumentó su duración acabando a las 13:20/13:30. Desde enero de 2019 se emite de 08:55 a 13:30.

## Historia

### Primera etapa (1996-2006)
Espejo público se estrenó el 20 de octubre de 1996, inicialmente como un programa de reportajes que se emitía semanalmente los domingos, dirigido y presentado por Pedro Piqueras. En septiembre de 1998, éste fue relevado por Roberto Arce hasta septiembre de 2002. 
La dirección la ocupó Carlos Aguilera desde septiembre de 1998 hasta octubre de 2000.
En octubre de 2000 y hasta septiembre de 2002, Roberto Arce también asumió la dirección del programa.
Desde septiembre de 2002 hasta octubre de 2006, Sonsoles Suárez fue la presentadora, mientras que Pablo Larrañeta, ocupó la dirección desde septiembre de 2002 hasta noviembre de 2003 y Julián Nieto desde noviembre de 2003 hasta octubre de 2006.
Otras presentadoras han sido Soledad Arroyo (veranos de 1997, 1998 y 2000 y entre febrero y junio de 2004), Lourdes Maldonado (veranos de 2001-2003) y Lydia Balenciaga (diciembre de 2003-febrero de 2004).
Durante estos 10 años, el programa mantuvo una media de 2.210.000 espectadores y 21% de share, cosechando asimismo varios reconocimientos, como tres Antena de Oro y dos TP de Oro.

### Segunda etapa (2006-presente)
Espejo público regresó a la televisión el 11 de diciembre de 2006 con un cambio radical de formato. Pasó a ser un programa de información general, en formato de magacín contenedor, conservando del programa original tan solo el nombre. Basándose en la actualidad y en el directo, se emite actualmente por las mañanas de lunes a viernes de 08:55 a 13:30 y es presentado por Susanna Griso junto a Lorena García.
En cuanto al número de programas alcanzados, en mayo de 2009 el programa cumplió 500 emisiones en su nueva etapa. El 16 de junio de 2011, alcanzó la cifra de 1.000 programas en Antena 3, así como en julio de 2013 el programa cumplió 1.500 emisiones. Luego, en agosto de 2015, el programa superó las 2.000 entregas.
En septiembre de 2015, con motivo de las elecciones al Parlamento de Cataluña, el programa se trasladó a Barcelona con Susanna Griso, Albert Castillón y Diego Revuelta y un equipo de reporteros para analizar en directo los resultados y el desarrollo de la jornada electoral, con invitados especiales, los protagonistas de la jornada y tertulianos que dieron su opinión desde el set instalado en el Parlamento de Cataluña. 
En el "Ring político" se contó con la presencia de los periodistas David Gistau, Nacho Martín, Chema Crespo y Toni Bolaño, quienes comentaron con los invitados las cuestiones que más preocupaban a la ciudadanía en el día posterior a las elecciones. Susanna Griso recibió la visita de José María Gay de Liébana, el escritor Rafel Nadal, Enrique Hernández y Manuel Pérez, entre otros, quienes aportaron sus impresiones ante el panorama político que se abrió en Cataluña con los resultados electorales. En el plató del programa, Esther Vaquero tuvo a su cargo la conducción del espacio, que incluyó entre otras opiniones, la de los principales corresponsales de la prensa europea en nuestro país. Destacados periodistas de la prensa inglesa, alemana y francesa dieron su punto de vista sobre los resultados electorales y cómo veían desde su perspectiva europea el futuro catalán.

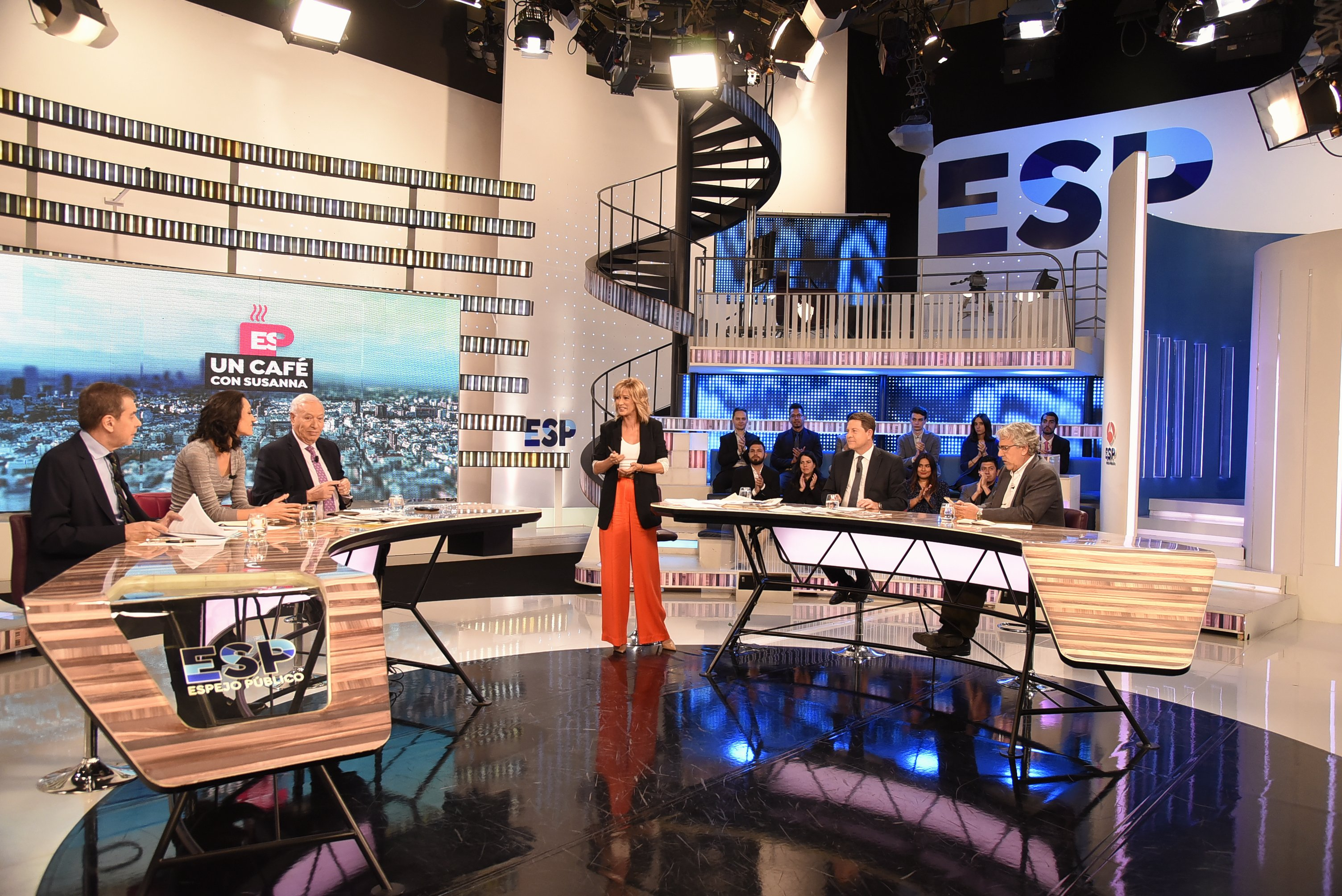
Plató de Espejo público

El 14 de noviembre de 2015, Antena 3 modificó su parrilla para contar en directo todo lo que estaba sucediendo en París tras haber sufrido la noche anterior la mayor matanza terrorista en Europa desde el 11-M de 2004. El canal de Atresmedia, programó además un especial de Espejo público en la mañana del 14 de noviembre para seguir en directo todas las reacciones que se iban produciendo al respecto. Sandra Golpe se puso al frente del mismo, acompañada de Nacho Abad y Albert Castillón, entre otros periodistas.
En marzo de 2016, los atentados terroristas acontecidos en Bruselas, llevaron a las principales cadenas a modificar su programación para realizar una exhaustiva cobertura informativa, con conexiones en los diferentes puntos de interés y entrevistas a los principales líderes políticos y de opinión. Es por ello que Espejo público decidió alargar su emisión, eliminando de la programación la emisión de Cocina abierta de Karlos Arguiñano, La ruleta de la suerte y las habituales reposiciones de Los Simpson en Antena 3. Ese día el programa fue seguido por más de 600.000 espectadores de media. 
El 5 de septiembre de 2016, el programa cambia su horario habitual, coincidiendo con el estreno de la undécima temporada, adelantando en media hora su hora de inicio, por lo que el programa pasa a emitirse de 8:30 a 12:20, emitiendo en su primera media hora un espacio llamado Un café con Susanna, en el que la presentadora entrevista a un personaje del momento. Un año después, el 2 de octubre de 2017, el programa pasa a emitirse de 8:30 a 13:30, alargándolo una hora más para tratar los temas de última hora en un espacio llamado El laberinto.
Por otro lado, en enero de 2019, el programa cambia su horario, pasándose a emitir de 08:55 a 13:35, de modo que el espacio Un café con Susanna pasa a integrarse con el resto del programa. Además, ficha al periodista Gonzalo Bans como colaborador diario.
El 9 de septiembre de 2019, con el inicio de la temporada televisiva, Espejo público realiza varias modificaciones. Entre los cambios, el programa empieza desde el plató de Antena 3 Noticias, donde se realiza la entrevista de actualidad del día (sección Un café con Susanna) y se tratan los temas políticos, económicos y sociales. Luego, alrededor de las 11:00 horas, la presentadora se dirige al plató habitual del programa para conducir Más espejo público, que es el nombre que recibe el segundo tramo del programa, aunque se mantiene dentro de la marca Espejo público, donde se llevan a cabo las secciones de entretenimiento, crónica social e interés ciudadano. Entre ellas, destacan algunas como Un pueblo es, sobre reportajes de la España vaciada; El radar de Romina, acerca de lo ocurre en las redes sociales (con Romina Belluscio) y El fotocol, un apartado de crónica social donde se incluyen temas de prensa rosa, regresando este género periodístico al canal tras 8 años. Sin embargo, el espacio permanece abierto a modificar su estructura dependiendo de los sucesos de actualidad y de última hora.
De cara a la temporada 2020-2021, Jota Abril se incorpora al programa durante el verano, mientras que Alfonso Egea, Nacho Abad y Gonzalo Bans dejan de ser caras visibles del mismo. Igualmente, Lorena García, sustituta habitual de Griso, asciende a copresentadora. En cuanto al equipo que trabaja detrás de las cámaras, Belén García deja de dirigir el formato tras 10 años al frente, tomando Araceli Infante su relevo.
El 24 de febrero de 2022, coincidiendo con el inicio de la invasión rusa de Ucrania, el programa emitió unas imágenes del enfrentamiento bélico que resultaron ser falsas al proceder de ARMA 3, un videojuego de combate táctico.
Para a la temporada 2023-2024, el programa ficha a Miquel Valls y Gema López como copresentadores de Más espejo público, el bloque de entretenimiento y crónica social, y refuerza su equipo con la llegada de Beatriz Solano y Carina Verdú como colaboradoras en el tramo de actualidad, con Beatriz Miranda y Cruz Morcillo en la parte de sucesos y con Beatriz Cortázar, Paloma García-Pelayo, Gonzalo Miró, Laura Fa, Pilar Eyre, Mariló Montero, Alonso Caparrós y Luis Pliego en el de entretenimiento y crónica social, contando este último con Alberto Díaz, procedente de Sálvame, como nuevo director. También fichan a Miguel Ángel Revilla, Rosa Belmonte, Juan Soto Ivars y Ana Iris Simón.
En septiembre de 2024, el programa mantuvo la estructura de la temporada anterior, reforzando sus contenidos y sumando colaboradores como Nicolás Redondo, Laura Teruel o Maritza Ruiz. Además, añadieron secciones como Chat ESP, un apartado en el que los espectadores podrían ver en directo los mensajes de WhatsApp de las personalidades que se comunicaran con Susanna Griso, así como El apunte, un espacio en el que la política sería revisada de una forma alternativa, o la sección dedicada a la economía que correría a cargo del empresario e influencer José Elías, la cual incluiría consejos sobre economía y trabajo. Otro de los temas del momento, la vivienda, también tendría su hueco de forma frecuente en la sección Alquiler imposible.

## Equipo

### Dirección
- Jorge Gallardo (2023-presente)
- Alberto Díaz (2023-presente)

#### Dirección antigua
- Pedro Piqueras (1996-1998)
- Carlos Aguilera (1998-2000)
- Roberto Arce (2000-2002)
- Pablo Larrañeta (2002-2003)
- Julián Nieto (2003-2011)
- Belén García (2011-2020)
- Araceli Infante (2020-2024)

#### Realización antigua
- Cecilia Alonso-Bernaola (¿¿??)[16]

#### Producción antigua
- Olga Lerroux (¿¿??)[16]

### Presentadores
| Presentador/a | Información                                        |      |      |      |      |      |      |      |      |      |      |      |      |      |      |      |      |      |      |      |      |      |      |      |      |      |      |      |      |      |      |
| Presentador/a | Información                                        | 1996 | 1997 | 1998 | 1999 | 2000 | 2001 | 2002 | 2003 | 2004 | 2005 | 2006 | 2007 | 2008 | 2009 | 2010 | 2011 | 2012 | 2013 | 2014 | 2015 | 2016 | 2017 | 2018 | 2019 | 2020 | 2021 | 2022 | 2023 | 2024 | 2025 |
| ------------- | -------------------------------------------------- | ---- | ---- | ---- | ---- | ---- | ---- | ---- | ---- | ---- | ---- | ---- | ---- | ---- | ---- | ---- | ---- | ---- | ---- | ---- | ---- | ---- | ---- | ---- | ---- | ---- | ---- | ---- | ---- | ---- | ---- |
| Susanna Griso | Presentadora titular                               |      |      |      |      |      |      |      |      |      |      |      |      |      |      |      |      |      |      |      |      |      |      |      |      |      |      |      |      |      |      |
| Lorena García | Copresentadora de política y presentadora suplente |      |      |      |      |      |      |      |      |      |      |      |      |      |      |      |      |      |      |      |      |      |      |      |      |      |      |      |      |      |      |
| Miquel Valls  | Copresentador de actualidad y sucesos              |      |      |      |      |      |      |      |      |      |      |      |      |      |      |      |      |      |      |      |      |      |      |      |      |      |      |      |      |      |      |
| Gema López    | Copresentadora de corazón y sociedad               |      |      |      |      |      |      |      |      |      |      |      |      |      |      |      |      |      |      |      |      |      |      |      |      |      |      |      |      |      |      |

     Presentador/a titular
     Copresentador/a y presentador/a sustituto/a

### Presentadores antiguos
| Pedro Piqueras   |
| Roberto Arce     |
| Sonsoles Suárez  |
| Albert Castillón |
| Maik Alexandre   |
| Alfonso Egea     |
| Nacho Abad       |
| Diego Revuelta   |
| Gonzalo Bans     |
| David Aleman     |
| Jota Abril       |
| Victoria Arnáu   |

#### Presentadores sustitutos antiguos
| Soledad Arroyo    |
| Lourdes Maldonado |
| Lydia Balenciaga  |
| Alberto Herrera   |
| Sandra Golpe      |
| Eloísa de Dios    |
| Lucía Riaño       |
| Ainhoa Arbizu     |
| Roberto Leal      |
| Alicia Senovilla  |
| Romina Belluscio  |
| Sandra Daviú      |
| Esther Vaquero    |
| Cuca Sales        |
| Roberto Brasero   |

     Presentador/a sustituto/a

### Colaboradores de política
- Afra Blanco
- Álvaro Nieto
- Amador G. Ayora
- Antonio Martín Beaumont
- Arsenio Escolar
- Carlos Segovia
- Carmen Morodo
- Cándido Méndez
- Francisco Marhuenda
- Graciano Palomo
- José Elías
- José María Crespo
- Laura Teruel
- Maritza Ruiz
- Miguel Ángel Aguilar
- Nicolás Redondo
- Roberto Brasero
- Rocío Martínez

### Colaboradores de actualidad y sucesos
| Colaborador/a   | Información                              |      |      |      |      |      |      |      |      |      |      |      |      |      |      |      |      |      |      |      |      |      |      |      |      |      |      |      |      |      |      |
| Colaborador/a   | Información                              | 1996 | 1997 | 1998 | 1999 | 2000 | 2001 | 2002 | 2003 | 2004 | 2005 | 2006 | 2007 | 2008 | 2009 | 2010 | 2011 | 2012 | 2013 | 2014 | 2015 | 2016 | 2017 | 2018 | 2019 | 2020 | 2021 | 2022 | 2023 | 2024 | 2025 |
| --------------- | ---------------------------------------- | ---- | ---- | ---- | ---- | ---- | ---- | ---- | ---- | ---- | ---- | ---- | ---- | ---- | ---- | ---- | ---- | ---- | ---- | ---- | ---- | ---- | ---- | ---- | ---- | ---- | ---- | ---- | ---- | ---- | ---- |
| Marta Robles    | Periodista.                              |      |      |      |      |      |      |      |      |      |      |      |      |      |      |      |      |      |      |      |      |      |      |      |      |      |      |      |      |      |      |
| Mariló Montero  | Periodista y presentadora.               |      |      |      |      |      |      |      |      |      |      |      |      |      |      |      |      |      |      |      |      |      |      |      |      |      |      |      |      |      |      |
| Rubén Amón      | Periodista.                              |      |      |      |      |      |      |      |      |      |      |      |      |      |      |      |      |      |      |      |      |      |      |      |      |      |      |      |      |      |      |
| Ana Iris Simón  | Periodista y escritora.                  |      |      |      |      |      |      |      |      |      |      |      |      |      |      |      |      |      |      |      |      |      |      |      |      |      |      |      |      |      |      |
| Gonzalo Miró    | Presentador y colaborador de televisión. |      |      |      |      |      |      |      |      |      |      |      |      |      |      |      |      |      |      |      |      |      |      |      |      |      |      |      |      |      |      |
| Juan Soto Ivars | Escritor.                                |      |      |      |      |      |      |      |      |      |      |      |      |      |      |      |      |      |      |      |      |      |      |      |      |      |      |      |      |      |      |
| Miquel Valls    | Periodista.                              |      |      |      |      |      |      |      |      |      |      |      |      |      |      |      |      |      |      |      |      |      |      |      |      |      |      |      |      |      |      |
| Rosa Belmonte   | Licenciada en derecho y tertuliana.      |      |      |      |      |      |      |      |      |      |      |      |      |      |      |      |      |      |      |      |      |      |      |      |      |      |      |      |      |      |      |
| Samanta Villar  | Periodista y presentadora.               |      |      |      |      |      |      |      |      |      |      |      |      |      |      |      |      |      |      |      |      |      |      |      |      |      |      |      |      |      |      |
| Toni Cantó      | Actor y político                         |      |      |      |      |      |      |      |      |      |      |      |      |      |      |      |      |      |      |      |      |      |      |      |      |      |      |      |      |      |      |

### Colaboradores de corazón
| Colaborador/a   | Información                                                        |      |      |      |      |      |      |      |      |      |      |      |      |      |      |      |      |      |      |      |      |      |      |      |      |      |      |      |      |      |      |
| Colaborador/a   | Información                                                        | 1996 | 1997 | 1998 | 1999 | 2000 | 2001 | 2002 | 2003 | 2004 | 2005 | 2006 | 2007 | 2008 | 2009 | 2010 | 2011 | 2012 | 2013 | 2014 | 2015 | 2016 | 2017 | 2018 | 2019 | 2020 | 2021 | 2022 | 2023 | 2024 | 2025 |
| --------------- | ------------------------------------------------------------------ | ---- | ---- | ---- | ---- | ---- | ---- | ---- | ---- | ---- | ---- | ---- | ---- | ---- | ---- | ---- | ---- | ---- | ---- | ---- | ---- | ---- | ---- | ---- | ---- | ---- | ---- | ---- | ---- | ---- | ---- |
| Isabel Rábago   | Periodista y abogada.                                              |      |      |      |      |      |      |      |      |      |      |      |      |      |      |      |      |      |      |      |      |      |      |      |      |      |      |      |      |      |      |
| Pilar Vidal     | Periodista y directora de la sección de corazón del periódico ABC. |      |      |      |      |      |      |      |      |      |      |      |      |      |      |      |      |      |      |      |      |      |      |      |      |      |      |      |      |      |      |
| Aurelio Manzano | Periodista.                                                        |      |      |      |      |      |      |      |      |      |      |      |      |      |      |      |      |      |      |      |      |      |      |      |      |      |      |      |      |      |      |
| Carmen Lomana   | Socialité.                                                         |      |      |      |      |      |      |      |      |      |      |      |      |      |      |      |      |      |      |      |      |      |      |      |      |      |      |      |      |      |      |
| Nando Escribano | Periodista.                                                        |      |      |      |      |      |      |      |      |      |      |      |      |      |      |      |      |      |      |      |      |      |      |      |      |      |      |      |      |      |      |
| Alonso Caparros | Presentador y colaborador radiotelevisivo.                         |      |      |      |      |      |      |      |      |      |      |      |      |      |      |      |      |      |      |      |      |      |      |      |      |      |      |      |      |      |      |
| Beatriz Miranda | Periodista.                                                        |      |      |      |      |      |      |      |      |      |      |      |      |      |      |      |      |      |      |      |      |      |      |      |      |      |      |      |      |      |      |
| Gema López      | Periodista y presentadora.                                         |      |      |      |      |      |      |      |      |      |      |      |      |      |      |      |      |      |      |      |      |      |      |      |      |      |      |      |      |      |      |
| Gonzalo Miró    | Presentador y colaborador de televisión.                           |      |      |      |      |      |      |      |      |      |      |      |      |      |      |      |      |      |      |      |      |      |      |      |      |      |      |      |      |      |      |
| Lorena Vázquez  | Periodista.                                                        |      |      |      |      |      |      |      |      |      |      |      |      |      |      |      |      |      |      |      |      |      |      |      |      |      |      |      |      |      |      |
| Miquel Valls    | Periodista.                                                        |      |      |      |      |      |      |      |      |      |      |      |      |      |      |      |      |      |      |      |      |      |      |      |      |      |      |      |      |      |      |
| Nacho Gay       | Periodista y director de Vanitatis.                                |      |      |      |      |      |      |      |      |      |      |      |      |      |      |      |      |      |      |      |      |      |      |      |      |      |      |      |      |      |      |
| Raúl García     | Paparazzi.                                                         |      |      |      |      |      |      |      |      |      |      |      |      |      |      |      |      |      |      |      |      |      |      |      |      |      |      |      |      |      |      |
| Sergio Pérez    | Periodista y reportero de Europa Press.                            |      |      |      |      |      |      |      |      |      |      |      |      |      |      |      |      |      |      |      |      |      |      |      |      |      |      |      |      |      |      |

### Colaboradores antiguos
El programa ha contado en su trayectoria por numerosos y variados colaboradores, entre los que se encuentran:
| Colaborador/a              | Información                                                  | Años                |
| -------------------------- | ------------------------------------------------------------ | ------------------- |
| Pepe Oneto                 | Periodista y escritor.                                       | (2006 - 2019)       |
| Ramón Arangüena            | Periodista y humorista.                                      | (2007)              |
| Paz Padilla                | Humorista, actriz, presentadora y colaboradora de televisión | (2008 - 2009)       |
| Jesús Mariñas              | Periodista.                                                  | (2009 - 2012)       |
| Alfonso Egea               | Periodista.                                                  | (2010 - 2020)       |
| Ángela Portero             | Periodista.                                                  | (2011 - 2012)       |
| Roberto Leal               | Periodista y presentador.                                    | (2011 - 2014)       |
| Nacho Abad                 | Periodista y presentador.                                    | (2011 - 2022)       |
| Toñi Bolaño                | Periodista                                                   | (2012 - 2024)       |
| Alfonso Rojo               | Periodista y escritor.                                       | (2016 - 2018)       |
| Cayetano Martínez de Irujo | Aristócrata.                                                 | (2017)              |
| Mario Picazo               | Meteorólogo.                                                 | (2017 - 2019)       |
| José María Gay de Liébana  | Economista                                                   | (2017 - 2020)       |
| Lorenzo Silva              | Periodista.                                                  | (2017 - 2020)       |
| Patricia Suárez Ramírez    | Presidenta de Asufin                                         | (2017 - 2019, 2022) |
| Cristina Fernández         | Periodista.                                                  | (2017 - 2023)       |
| Carmen Morodo              | Periodista.                                                  | (2018)              |
| Javier Negre               | Periodista.                                                  | (2018)              |
| Francisco Rivera           | Torero.                                                      | (2018 - 2022)       |
| Mónica Martínez            | Periodista y presentadora.                                   | (2019)              |
| Saúl Ortiz                 | Periodista.                                                  | (2019 - 2021)       |
| Mónica Vergara             | Periodista.                                                  | (2020 - 2021)       |
| Adriana Abenia             | Presentadora.                                                | (2020 - 2024)       |
| Daniela Requena            | Periodista y escritora.                                      | (2021 - 2022)       |
| Sonia Ferrer               | Actriz.                                                      | (2021 - 2024)       |
| Elia González              | Periodista.                                                  | (2022)              |
| Gema Fernández             | Periodista.                                                  | (2022 - 2023)       |
| Gloria Camila Ortega       | Hija de José Ortega Cano y Rocío Jurado.                     | (2023)              |
| Iván Redondo               | Consultor político                                           | (2023)              |
| Joaquín Torres             | Arquitecto.                                                  | (2023)              |
| Luis Pliego                | Periodista, director de Lecturas.                            | (2023)              |
| Mar Flores                 | Empresaria.                                                  | (2023)              |
| Rosa Villacastín           | Periodista.                                                  | (2023)              |
| Sofía Cristo               | Hija de Bárbara Rey.                                         | (2023-2024)         |
| Laura Fa                   | Periodista.                                                  | (2023-2025)         |

## Invitados
La primera parte del programa se debe a una entrevista a las diferentes personalidades de la televisión (la mayoría de ellas del panorama político), algunos de los invitados han sido: José María Aznar, Mariano Rajoy, Pedro Sánchez, José Luis Rodríguez Zapatero, Santiago Abascal, Pablo Casado, Pablo Iglesias, Juanma Moreno, Miguel Ángel Revilla, Alberto Núñez Feijóo, Albert Rivera, Susana Díaz, Felipe González, Cristina Cifuentes, Inés Arrimadas, Soraya Sáenz de Santamaría, Manuela Carmena, Isabel Díaz Ayuso, José Luis Martínez-Almeida, Esperanza Aguirre, Juan Rosell o Félix Bolaños.

## Audiencias
| Temporada | Estreno                  | Final               | Audiencia    | Audiencia |
| Temporada | Estreno                  | Final               | Espectadores | Cuota     |
| --------- | ------------------------ | ------------------- | ------------ | --------- |
| 1.ª       | 11 de diciembre de 2006  | 29 de junio de 2007 | 299 000      | 14,0%     |
| 2.ª       | 10 de septiembre de 2007 | 27 de junio de 2008 | 364 000      | 15,4%     |
| 3.ª       | 1 de septiembre de 2008  | 3 de julio de 2009  | 457 000      | 18,1%     |
| 4.ª       | 31 de agosto de 2009     | 9 de julio de 2010  | 388 000      | 14,4%     |
| 5.ª       | 30 de agosto de 2010     | 8 de julio de 2011  | 366 000      | 13,2%     |
| 6.ª       | 5 de septiembre de 2011  | 13 de julio de 2012 | 435 000      | 15,4%     |
| 7.ª       | 3 de septiembre de 2012  | 12 de julio de 2013 | 494 000      | 17,1%     |
| 8.ª       | 2 de septiembre de 2013  | 11 de julio de 2014 | 475 000      | 16,7%     |
| 9.ª       | 1 de septiembre de 2014  | 10 de julio de 2015 | 494 000      | 17,4%     |
| 10.ª      | 31 de agosto de 2015     | 15 de julio de 2016 | 475 000      | 16,6%     |
| 11.ª      | 5 de septiembre de 2016  | 14 de julio de 2017 | 480 000      | 16,7%     |
| 12.ª      | 4 de septiembre de 2017  | 13 de julio de 2018 | 508 000      | 17,8%     |
| 13.ª      | 3 de septiembre de 2018  | 12 de julio de 2019 | 440 000      | 13,6%     |
| 14.ª      | 9 de septiembre de 2019  | 10 de julio de 2020 | 593 000      | 12,7%     |
| 15.ª      | 1 de septiembre de 2020  | 9 de julio de 2021  | 501 000      | 12,8%     |
| 16.ª      | 6 de septiembre de 2021  | 15 de julio de 2022 | 420 000      | 13,5%     |
| 17.ª      | 5 de septiembre de 2022  | 22 de julio de 2023 | 335 000      | 12,5%     |
| 18.ª      | 4 de septiembre de 2023  | 12 de julio de 2024 | 343 000      | 12,9%     |
| 19.ª      | 2 de septiembre de 2024  | 11 de julio de 2025 |              |           |
| 20.ª      | 1 de septiembre de 2025  |                     |              |           |
| Media     | 2006                     | —                   |              |           |

- Media de audiencia de Espejo público (semanal) entre el 20 de octubre de 1996 y el 29 de octubre de 2006: 2.210.000 (21,0%).

## Premios y reconocimientos
Los premios Espejo público fueron creados para premiar la trayectoria personal o profesional de las personas o entidades más destacadas del año.
Por otro lado, Espejo público ha sido galardonado con el Premio Nacional de la Fundación Alares, por el concilio de la vida personal, laboral y familiar y por la responsabilidad social. 
Cabe destacar que el programa recibió el Premio Iris al mejor programa de actualidad en 2014.